# Morze Banda
Morze Banda (indonez. Laut Banda) – morze międzywyspowe w zachodniej części Oceanu Spokojnego, jedno z mórz wewnętrznych Archipelagu Malajskiego, położone między wyspami: Celebes, Buru, Seram, Kai, Tanimbar, Babar, Leti i Wetar. Przez liczne cieśniny łączy się z sąsiednimi morzami: Flores, Moluckim, Seram, Arafura, Timor i Sawu.

## Atrakcje turystyczne
Brzegi wysepek otaczają rafy koralowe, które są dobrze widoczne w czystej wodzie